# 腺ペスト
腺ペスト (センペスト、英語: bubonic plague) は、3種類あるペストの1種であり、ペスト菌によって発病する。ヒトペストの80-90%を占める。

## 解説
傷口や粘膜から感染し、ペスト菌に曝露してから1日～7日後に40℃程度の発熱症状や頭痛、悪寒、倦怠感、不快感、食欲不振、嘔吐、筋肉痛、疲労衰弱や精神混濁を呈する。主な症状は発熱、頭痛、嘔吐である。皮膚のペスト菌が進入した箇所から一番近いリンパ節に腫れや痛みが発生する。場合によっては腫れたリンパ節が破裂することがあり、敗血症から肺ペストに移行する。

## 原因と診断
三種類のペストは感染経路の違いによるものであり、それらは:腺ペスト、敗血症型ペスト、 肺ペストである。腺ペストは主にペスト菌に感染したノミや小動物によって拡散される。また、感染した動物の死骸の体液からも感染する。腺ペストはノミによる皮膚の咬傷からペスト菌が侵入しリンパ管を通ってリンパ節に感染し、リンパ節の腫れを引き起こす。診断は、血液中の細菌検査、核痰検査、リンパ節の液体検査がある。

## 疫学
ペストの予防対策は公衆衛生の一環としてペストが一般的に診られる地域では動物の死骸には触れないようにすることである。ワクチンによる予防効果は確認されていない。複数の抗生物質であるストレプトマイシン、ゲンタマイシン、ドキシサイクリンが治療に効果的である。感染し治療をしなかった場合の死亡率は30%～90%である。一般的に死亡する場合は感染してから10日以内に死亡する。治療を行った場合の死亡リスクは10%程度である。世界的に年間約650の事例が報告されている内、約120人が死亡している。21世紀にペストが最も多く診られる地域はアフリカである。

## 世界的な流行
ペストは14世紀にアジア、ヨーロッパ、アフリカで流行し推定5000万人が死亡した黒死病の原因であると信じられている。この流行による死者数は当時のヨーロッパ人口の約25%～60%である。死亡者の多くは労働人口だった故、労働力需要が上がると共に労働賃金も上昇した。一部の歴史学者はこの出来事を欧州経済発展の転機だとしている。”bubonic”はギリシャ語の βουβών、股という意味である。また"buboes"は腫れたリンパ管という意味がある。